# Lagan (ciudad)
Lagan (en idioma ruso: Лага́нь) es una ciudad de la república de Kalmukia, Rusia, localizada a pocos kilómetros del mar Caspio. Su población en el año 2010 era de 14 300 habitantes, lo que la coloca como la segunda ciudad más poblada de la república tras Elistá, la capital.

## Historia
Se fundó en 1870 y obtuvo el estatus o reconocimiento de ciudad en 1963. Hasta 1991 se le conoció como Kaspiysky (Каспи́йский).

## Religión
La mayoría de los habitantes de Lagan son budistas, los cuales pueden acudir al templo budista de esta localidad, conocido como Templo Dardeling.